# Keler
Keler es una marca de cerveza creada en 1872 en San Sebastián (España), por los hermanos alemanes Benedikt y Klaus Kutz. La vieja fábrica de la familia Kutz de El León en el hoy residencial barrio de El Antiguo fue derribada, toda la producción pasó en los años 1980 a la planta que la empresa tiene en Arano, Navarra. El león es desde sus inicios el emblema de la familia Kutz, de ahí que fuera su principal marca durante mucho tiempo.

## Historia
El maestro cervecero Benedikt Kutz, llegó a la capital donostiarra en 1867, fue la génesis de una tradición cervecera vasca que perdura hasta nuestros días. Los Kutz eran originarios de Alemania, de la ciudad de Ulm, esta ciudad pertenece al Land actual de Baden-Württemberg, sin embargo la ciudad es fronteriza con el más famoso Land cervecero alemán: Baviera. Benedikt ya fue maestro cervecero en Ulm, luego en la ciudad de Estrasburgo y más tarde en París. En 1867 su idea era llegar a Estados Unidos, sin embargo se enamoró de la andoaindarra Juana Ygarzábal, su futura esposa, y su destino cambió. En 1870 llega a San Sebastián su hermano Klaus, que también se casa con una de las hermanas Ygarzábal, de nombre Josefa Agustina y tuvieron 6 hijos. Juntos fundan en 1872 la famosa Cervecería de Strasburgo y Fábrica de hielo, en el barrio de Ategorrieta, actual Ulía (barrio), en San Sebastián, esta primera empresa fue la precursora de la factoría Keler.
En 1888, los hermanos Kutz ya instalados en el País Vasco, deciden probar suerte en la Exposición Universal de Barcelona obteniendo la medalla de plata por su famosa cerveza. La receta de los Kutz comenzó su fama, que les dio a lo largo de la historia de la marca más de 30 premios internacionales. Motivado por tal éxito, los Kutz construyen en 1890 lo que sería su gran proyecto, la fábrica en el barrio de El Antiguo que fue el buque insignia de la firma hasta su demolición en los años 80 del pasado siglo XX. Al morir los hermanos fundadores, sus hijos: Juan y Teodoro (de Benedikt) y Ramón (de Klaus) continuaron la saga empresarial.
En 1982, la empresa se trasladó de la ciudad de San Sebastián a la localidad navarra de Arano. En 1993, Cruzcampo compró Keler, por tanto esta pasó a estar en el grupo irlandés Guinness (Guinness Brewing Worldwide), que controlaba el 98% del accionariado de la española Cruzcampo desde 1991.
En 1999, la planta de fabricación de Arano, al igual que el resto de la empresa en el año 2000, pasan a manos de la neerlandesa Heineken (Heineken International a través de Heineken España). Finalmente toda la marca Keler, así como todos sus productos y plantas fueron vendidas al grupo cervecero español Damm.
En 2008 se cerró la planta de Arano, pasando la producción de la cerveza Keler a las plantas del Prat de Llobregat (Barcelona).
Desde entonces, la presencia de la marca Keler en ciudades grandes de España como Madrid y Barcelona se ha incrementado, aunque su presencia más arraigada sigue encontrándose en la zona del País Vasco, donde es una empresa muy conocida por sus campañas de patrocinio a equipos locales como a la Real Sociedad.<ref>[cita requerida]

## Productos
Keler ofrece una cerveza con su marca:
- Keler Lager